# Ernest J. Bellocq
John Ernest Joseph Bellocq (* 1873 in New Orleans, Louisiana, USA; † September 1949 ebenda) war ein US-amerikanischer Fotograf und Aktfotograf, dessen Lebensgeschichte und Werke später Vorbild für den Film Pretty Baby waren.

## Leben
Bellocq wurde 1873 im French Quarter von New Orleans als der ältere von zwei Söhnen einer wohlhabenden kreolischen Familie geboren. Die Schule schloss er immerhin mit so gutem Ergebnis ab, dass sein Vater, Paul Bellocq, für ihn eine Anstellung in seinem Buchgeschäft vorsah. Der junge Ernest zog aber ein weniger gesichertes Leben mit unterschiedlichen Jobs vor. Nachdem er sich schon als Amateur einen Namen gemacht hatte, verdiente er seinen Lebensunterhalt bald als professioneller Gewerbefotograf mit Aufnahmen von Schiffen oder Maschinen für verschiedene Unternehmen in New Orleans.
John Ernest Bellocq starb, eine Woche nachdem er sich bei einem Treppensturz schwere Kopfverletzungen zugezogen hatte, in einem Krankenhaus im September 1949.

## Storyville Portraits

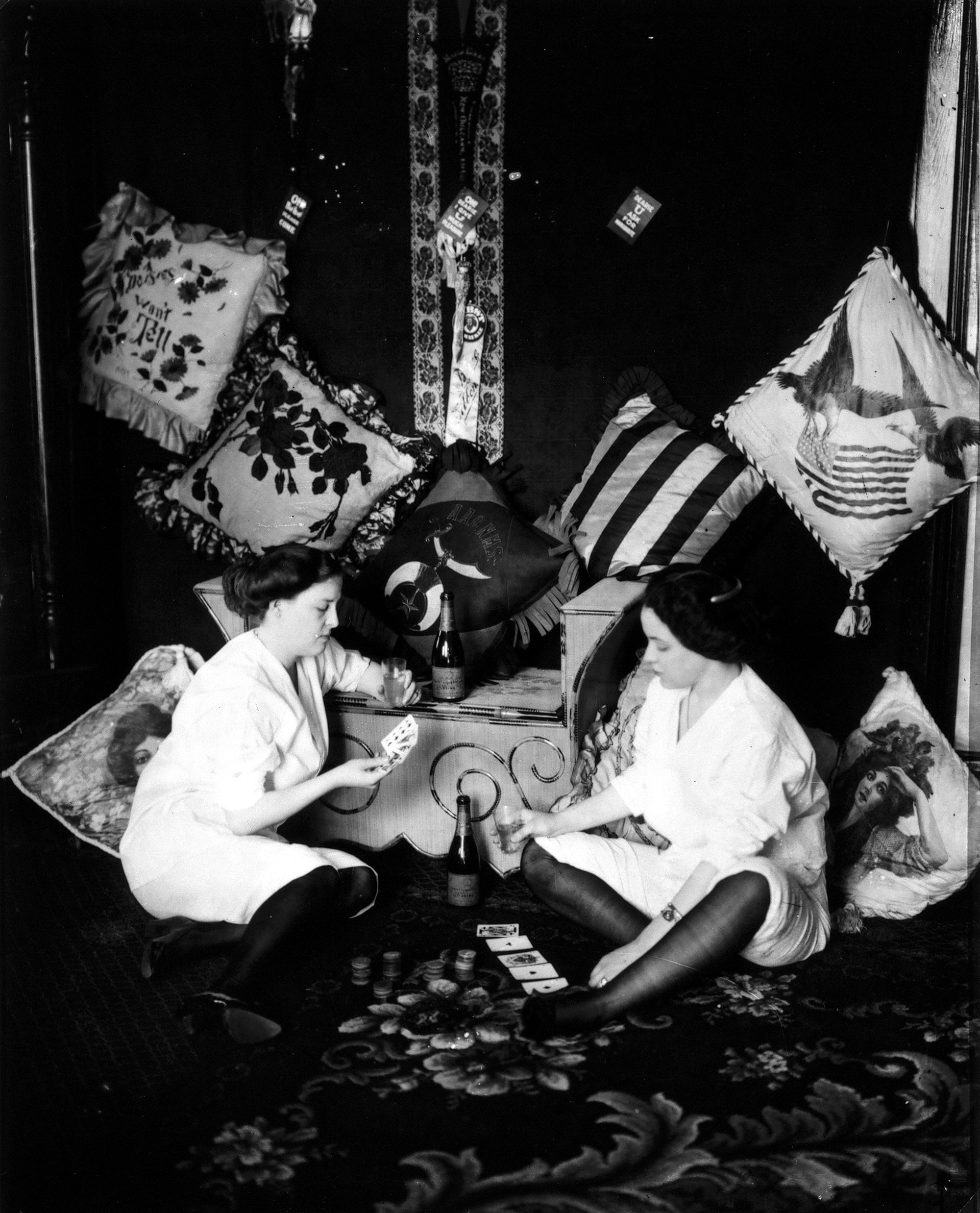
"Girls Playing Cards, Storyville", um 1912

Bekannt wurde Bellocq mit seiner Fotoserie Storyville Portraits, die um 1912 entstand und Fotos von Prostituierten des Vergnügungsviertels von New Orleans Storyville zeigt.
Auf einigen wenigen Akten tragen die Modelle Masken, die ihre Identität verbergen. Viel öfter dagegen wurden die Gesichter auf der Negativplatte zerkratzt und damit unkenntlich gemacht. Auch dies gehört zu den Rätseln, die Bellocqs Leben und Arbeiten aufgeben. Denn die Anonymität der Modelle wurde damit keineswegs gewahrt. Auf anderen, nicht zerstörten Fotos blieben sie erkennbar.
Der Grund dafür, warum die Fotos gemacht wurden, liegt im Dunkel. Bellocq selbst hatte sie weder veröffentlicht noch, so ist zu vermuten, zur Veröffentlichung vorgesehen und nur engsten Freunden gezeigt. Der amerikanische Fotograf Lee Friedlander erwarb die 89 Glasnegativplatten aus Bellocqs Nachlass erst knapp zwanzig Jahre später, 1966 vom Kunsthändler Larry Bronstein und fertigte einige Abzüge an. 1970 widmete das New Yorker Museum of Modern Art diesen Arbeiten eine eigene Ausstellung.
Louis Malles Film Pretty Baby von 1978 basiert auf Bellocqs Lebensgeschichte, nach dessen Fotos viele Szenen des Films komponiert wurden.